# ラリー・ド・フランス-アルザス

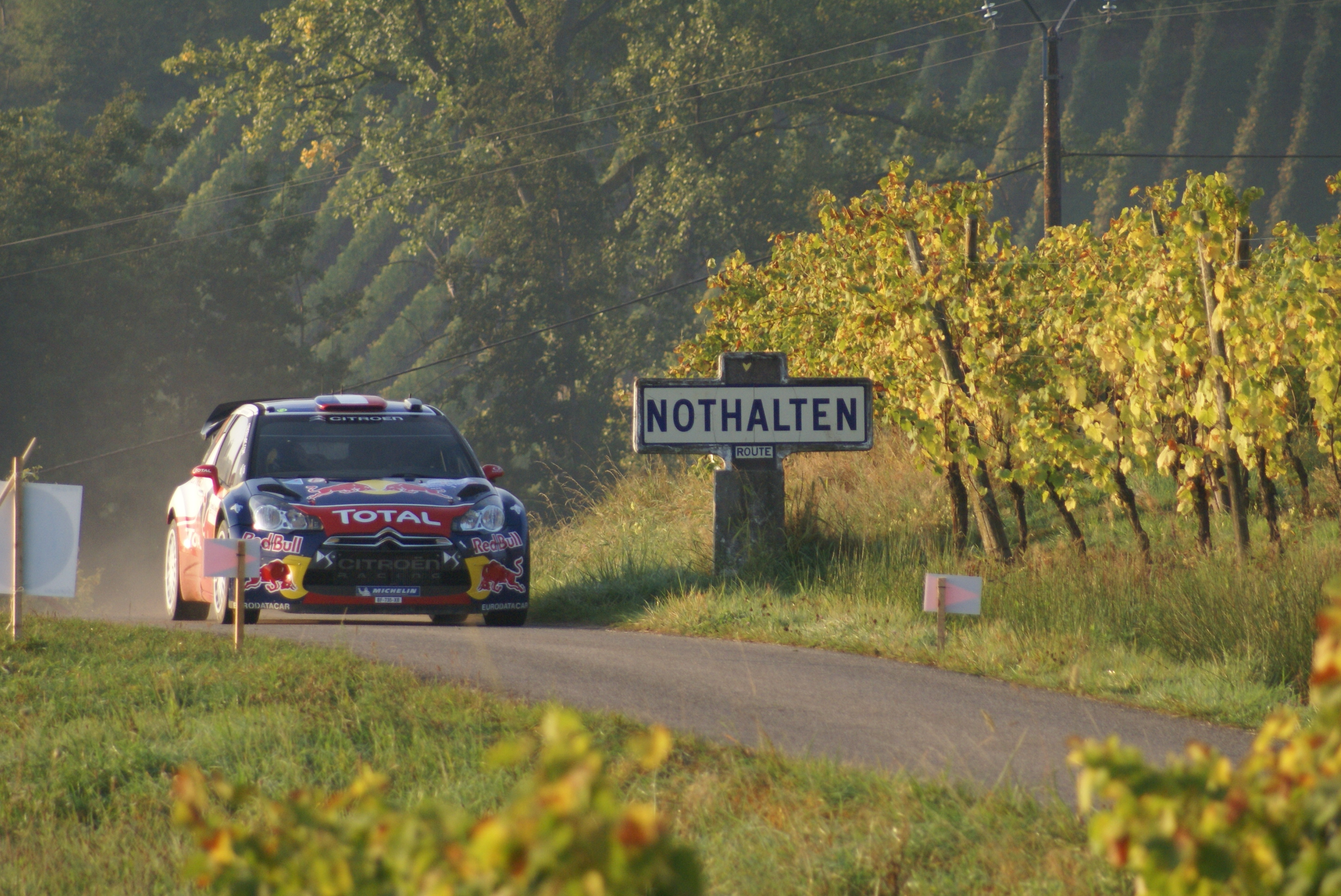

ラリー・ド・フランス-アルザス (Rallye de France-Alsace ) は、フランスのアルザス地方で行なわれる世界ラリー選手権 (WRC) のイベント。2010年に初開催。

## 特徴
フランスでのWRCラウンドといえば地中海のコルシカ島で行なわれるツール・ド・コルスが有名であったが、2010年よりフランス北東部、ドイツとの国境沿いのアルザス地方に舞台を移して開催されることになった。本土への移転については、集客面などマーケティング上の理由という見方もある。
ラリーはアルザスの中心都市ストラスブールを拠点とし、ライン川沿いの一帯で行なわれる。コースは舗装路（ターマック）で、ラリー・ドイツに似た葡萄畑の中を走るステージや、林道、ヴォージュ山脈の登坂路など、高速から低速までバラエティがある。最初のSSはストラスブール市内の欧州議会本会議場付近にフィニッシュが置かれる。
WRC通算78勝、選手権9連覇を成し遂げたセバスチャン・ローブは当地のアグノー出身で、まさしく地元開催イベントであった。2013年大会ではローブがWRC最後の走りをみせ、後輩のセバスチャン・オジェが優勝して自身初のWRCチャンピオンを獲得した。
2014年シーズンをもって、幕をとじた

## 歴代勝者
| 年     | 優勝者                 | 優勝者                   | 車輌                           |
| 年     | ドライバー             | コ・ドライバー           | 車輌                           |
| ------ | ---------------------- | ------------------------ | ------------------------------ |
| 2010年 | セバスチャン・ローブ   | ダニエル・エレナ         | シトロエン・C4 WRC             |
| 2011年 | セバスチャン・オジェ   | ジュリアン・イングラシア | シトロエン・DS3 WRC            |
| 2012年 | セバスチャン・ローブ   | ダニエル・エレナ         | シトロエン・DS3 WRC            |
| 2013年 | セバスチャン・オジェ   | ジュリアン・イングラシア | フォルクスワーゲン・ポロ R WRC |
| 2014年 | ヤリ＝マティ・ラトバラ | ミイカ・アンティラ       | フォルクスワーゲン・ポロ R WRC |